# الحرية الدينية في عمان
ينص القانون الأساسي لعمان، تماشيًا مع التقاليد، على أن الإسلام هو دين الدولة وأن الشريعة هي مصدر التشريع. كما يحظر التمييز على أساس الدين، وينص على حرية ممارسة الشعائر الدينية طالما أن ذلك لا يزعزع النظام العام. احترمت الحكومة هذا الحق بشكل عام، ولكن ضمن معايير محددة تسببت في وضع قيود على الحق في الممارسة الدينية. في حين واصلت الحكومة حماية الممارسة الحرة للدين بشكل عام، فقد أضفت طابعًا رسميًا على الحظر غير المكتوب المسبق للتجمعات الدينية في أي مواقع أخرى غير دور العبادة المُوافق عليها من قبل الحكومة، وعلى المؤسسات غير الإسلامية التي توزع منشوراتٍ داخل مجتمعاتها، دون موافقة مسبقة من وزارة الأوقاف والشؤون الدينية. لم ترد أي تقارير بشأن وجود انتهاكات مجتمعية، أو تمييز قائم على المعتقد، أو الممارسة الدينية.

## الديموغرافيا الدينية
تبلغ مساحة الدولة 310 ألف كيلومتر مربع (120 ألف ميل مربع) ويبلغ عدد سكانها 2.5 مليون نسمة، منهم 1.9 مليون مواطن. لا تحتفظ الحكومة بإحصائيات رسمية فيما يخص الانتماء الديني لمواطنيها، لكن ثلاثة أرباع العمانيين ينتمون إلى الطائفة الإباضية المسلمة، في حين أن نسبة الـ 25% الباقية هم من المسلمين السنة، أو الشيعة. هناك مجتمعات صغيرة نسبتها 5% من الهندوس الهنود، والمسيحيين الذين تجنسوا. كانت الإباضية الطائفة الدينية المهيمنة في سلطنة عمان على مر التاريخ، ويعد السلطان عضوًا في المجتمع الإباضي. ومع ذلك، لا تعطي الحكومة أفضلية رسمية لأي مجموعة دينية معينة.
تشكل المجتمعات الدينية غير الإباضية، وغير السنية وحدها ما نسبته أقل من 5 في المئة من السكان، وتشمل الهندوس، والبوذيين، والسيخ، والمسيحيين. تتركز المجتمعات المسيحية في المناطق الحضرية الرئيسية في مسقط، وصحار، وصلالة، ويمثلها الروم الكاثوليك، والأرثوذكس الشرقيون، والعديد من الطوائف البروتستانتية. تميل هذه الجماعات إلى التنظيم على أسس لغوية وعرقية. تنشط أكثر من خمسين مجموعة مسيحية مختلفة، وطوائف، وجمعيات في منطقة مسقط الحضرية. يعد المسلمون الشيعة أقلية صغيرة ولكن منظمة، ويتركزون في منطقة العاصمة، وعلى طول الساحل الشمالي. إلا أن غالبية غير المسلمين هم عمال مهاجرون ولا يحملون الجنسية جاءوا من جنوب آسيا. هناك أيضا مجتمعات من الهندوس الهنود. يوجد في مسقط معبدين هندوسيين. عمر واحد منهم أكثر من مئة عام. هناك أيضا طائفة كبيرة للسيخ في عمان. على الرغم من عدم وجود غوردوارات دائمة، إلا أن هناك العديد من الغوردوارات الأصغر في المخيمات المؤقتة، وهي موجودة ومعترف بها من قبل الحكومة. وقعت حكومة الهند في عام 2008 اتفاقًا مع الحكومة العمانية لبناء غوردوارا دائمة، ولكن لم يُحرز سوى تقدم ضئيل في هذا الشأن.

## وضع الحرية الدينية

### الإطار القانوني والسياسي
ينص القانون الأساسي على أن الإسلام هو دين الدولة وأن الشريعة (القانون الإسلامي) هي مصدر التشريع. كما يحظر التمييز ضد الأفراد على أساس الدين، أو الهوية الدينية. وينص على حرية ممارسة الشعائر الدينية طالما أن ذلك لا يزعزع النظام العام. في مايو 2006، أصدرت وزارة الأوقاف والشؤون الدينية تعميمًا للزعماء الدينيين غير المسلمين والبعثات الدبلوماسية، تؤكد فيه مجددًا على حق الفرد في ممارسة أنشطته الدينية وفقًا لقيمه وعاداته وتقاليده؛ ومع ذلك، فإن المنشور يحظر التجمعات ذات الطابع الديني في المنازل الخاصة، أو في أي مواقع أخرى باستثناء دور العبادة المُوافق عليها من قبل الحكومة. يحظر المنشور، الذي أضفى طابع الرسمية على سياسة حكومية قائمة، لكن غير مكتوبة، المؤسسات غير الإسلامية من إصدار منشورات داخل مجتمعاتها دون موافقة وزارية مسبقة.
يجب أيضًا أن تكون جميع المنظمات الدينية مسجلة ومرخصة من قبل وزارة الأوقاف والشؤون الدينية. تعترف الوزارة بالكنيسة البروتستانتية في عمان، والأبرشية الكاثوليكية في عمان، ومركز الأمانة (للمسيحيين من كل الطوائف)، وجمعية مهجان الهندوسية، وشركة أنوار الغبيرا التجارية في مسقط (سيخية) باعتبارهم الرعاة الرسميين للمجتمعات الدينية غير الإسلامية. يجب على المجموعات التي تسعى للحصول على ترخيص طلب مكان للاجتماعات والعبادة من إحدى المنظمات الراعية، والمسؤولة عن تسجيل الالتزام العقائدي للمجموعة، وأسماء قادتها، وعدد الأعضاء النشطين، وتقديم هذه المعلومات إلى الوزارة. كان لأفراد المجتمعات غير الإسلامية حرية الحفاظ على روابط مع أتباعهم في الخارج، والقيام بالسفر إلى الخارج لأغراض دينية. سمحت الحكومة لرجال الدين من الخارج بدخول البلاد، تحت رعاية المنظمات الدينية المرخصة، لأغراض التدريس أو توجيه العبادة.